# Sulechów (stacja kolejowa)
Sulechów (w latach 1870–1945 niem. Züllichau) – stacja kolejowa w Sulechowie, w województwie lubuskim, w zachodniej Polsce, oddana do użytku 26 czerwca 1870 wraz z linią kolejową relacji Poznań – Chociebuż. Budynek obecnego dworca kolejowego otwarto natomiast w 1904 r.. Do połowy lat 90. XX wieku stacja węzłowa. Według klasyfikacji PKP ma kategorię dworca lokalnego.

## Linki zewnętrzne

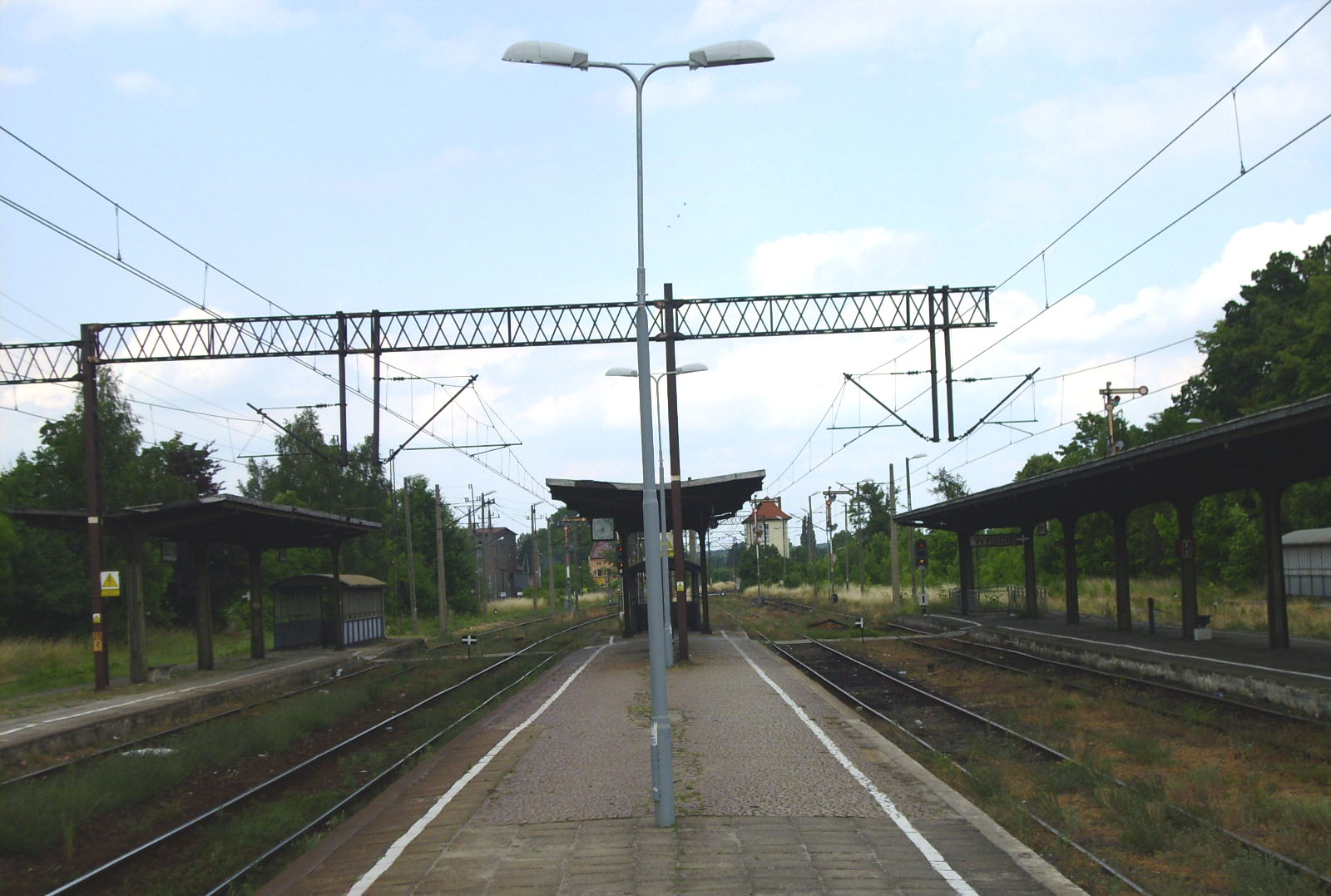
Perony stacji

## Wymiana pasażerska
| Rok  | Wymiana pasażerska na dobę |
| ---- | -------------------------- |
| 2017 | 200-299                    |
| 2022 | 200-299                    |